# کولاکو
کولاکو شهری در شهرستان کوکا در استان بانوا در بورکینافاسوی غربی است و جمعیت آن ۱,۴۵۴ نفر است.